# 지중가온
지중가온(地中加溫)은 식물 근권부의 토양온도를 상승시키는 가온방법이다. 전열과 온수를 이용하는 방식이 있다. 전열방식은 전기온상선을 매설한 것으로 설빕가 염가이므로 소규모의 육묘시설에서 주로 사용한다. 온수방식을 이용한 지중가온은 바닥에 매설한 파이프에 40~50℃의 온수를 순환시키는 것으로 운영비가 싸기 때문에 설비의 이용기간이 긴 고정식의 육묘상이나 재배상에 적합하다.